# Cine de vampiros en México
El cine de vampiros en México deriva directamente del cine de Hollywood y muy especialmente de la versión hispana de la película de Drácula (1931), que puede considerarse el punto de inicio a partir del cual comienza la época dorada del cine fantástico mexicano y más en concreto al denominado ciclo gótico azteca, compuesto por diversas obras herederas de la tradición del cine de terror gótico de la Universal e influencias del cine expresionista alemán.

## 1931:Drácula Hispano
Paralelamente al rodaje de la película Drácula (1931) de Tod Browning, como era habitual en la época, de noche se rodaba la versión en español dirigida al público hispano. El equipo a cargo de la versión hispana estaba dirigido por George Melford, y aunque menos conocida resulta superior en muchos aspectos a la versión anglosajona, tanto en resolución cinematográfica, fotografía y transición escénica. Además, la versión hispana tiene media hora más de duración, así como escenas únicas y diferenciadas. En el reparto había actores españoles como Carlos Villarías (Conde Drácula), Pablo Álvarez (Renfield) y mexicanos como Lupita Tovar (Mina).
Aunque en esencia la trama del Drácula hispano sigue fiel a la novela y versión teatral, es mucho más atrevida y añade un relieve más depredador y sexual al vampiro que el hierático y silencioso Béla Lugosi. Con el tiempo muchas copias se perdieron y se creyó desaparecida hasta que finalmente fue reencontrada una copia íntegra en Cuba, la misma que ha sido distribuida en DVD por la Universal.

## Los comienzos del cine de vampiros mexicano
Sin duda el éxito de Drácula propició el rodaje de La Llorona (1933), quizás la primera película de género fantástico mexicana, dirigida por el cubano Ramón Peón, que aunque puede considerarse como melodrama utiliza con acierto un mito local, el de la Llorona, una mujer fantasmal y errante cuyo llanto anuncia la tragedia. Este elemento propicia su utilización en numerosas películas como La herencia de la Llorona (Mauricio Magdalena, 1946), y otras películas y más recientemente en Las Lloronas (Lorena Villarreal, 2004). Las cuales sin embargo se asemejan más al mito de Medea y no se encuentran tan relacionadas con el vampirismo.
Aunque el cine mexicano se inspira en las obras de Hollywood también introduce elementos de horror y fantasía propios de la cultura local.
Durante las décadas de 1930 y 1940 el cine mexicano se afianza y se convierte en el más prolífico y popular de habla hispana. Entre los diversos géneros, el género de terror se afianza, mezclando géneros como el policial, la comedia y llegando en la década de 1950 a mezclar el mundo de la lucha libre con la participación de personajes como El Santo o Blue Demon entre otros. Entre los elementos argumentales se conjugan los tópicos representativos del género: nobles vampiros centroeuropeos al estilo de Drácula, científicos locos, hombres lobo y maldiciones ancestrales, sectas y sociedades secretas, extraterrestres, etc., añadiendo ocasionales toques nativos y autóctonos como el pasado azteca, haciendas coloniales, etc.
Como ejemplo de ello tenemos Santo contra las mujeres vampiro de 1962 dirigida por Alfonso Corona Blake, Santo en el tesoro de Drácula de 1969 dirigida por René Cardona (que cuenta con una versión para el mercado europeo titulada El vampiro y el Sexo), Santo en la venganza de las mujeres vampiro de 1970 y Santo y Blue Demon contra Drácula y el hombre Lobo de 1973 dirigida por Miguel M. Delgado.
Entre los principales directores del cine fantástico mexicano destacan Chano Urueta (1895-1979), Federico Curiel (1917-1985), Fernando Méndez (1908-1966).

## 1957:El Vampiro
El mes de mayo de 1957 Abel Salazar, que ya contaba con una extensa carrera en el cine mexicano, trató de extender su éxito a nuevos géneros, inspirándose en el éxito de la Universal Pictures en Hollywood. En su proyecto El Vampiro al principio pensó en el conocido actor Carlos López Moctezuma, para interpretar al conde Karol de Lavud, pero finalmente prefirió decantarse por un actor menos conocido para el público, eligiendo a Germán Robles (Gijón), 1929), hijo de exiliados españoles y que acababa de debutar en los escenarios mexicanos. La dirección quedó a cargo de Fernando Méndez.
El Vampiro cuenta la historia de Marta (Ariadna Welter), una joven que regresa a la vieja hacienda de su familia, donde se encuentra enferma una de sus tías. Por el camino es acompañada por el joven doctor Enrique Saldívar (Abel Salazar), que ha sido llamado para atender a la enferma. Al llegar a la ruinosa hacienda la tía de Marta ha fallecido ya, y los residentes se encuentran afectados por la presencia del Conde Duval, de origen húngaro, un vampiro que pretende resucitar a su hermano, otro vampiro destruido tiempo atrás por los habitantes del lugar y cuyos restos se encuentran en el panteón familiar de Marta.
El conde Duval (Karol de Lavud) es un vampiro alto y aristocrático, con elegante frac y capa y un esotérico medallón sobre su camisa, con un toque de ferocidad que en cierta manera lo sitúa en un lugar intermedio entre el Conde Drácula de Béla Lugosi y el de Christopher Lee. También es el primer vampiro cinematográfico que muestra colmillos, exceptuando los incisivos de roedor de Nosferatu y Drácula en Estambul (1953) del cine turco. En cierta manera la figura del Conde Duval parece la de un cacique colonial obsesionado por recuperar las tierras de sus antepasados ejerciendo la tiranía del terror sobre los nativos.
Tan convencido estaba Abel Salazar del éxito de El vampiro, que sin haberla terminado completamente en otoño de 1957 comenzó el rodaje de una secuela, El ataúd del vampiro, realizada de forma apresurada y con la clara intención de explotar el éxito de su predecesora. La atmósfera gótica de la hacienda colonial se pierde al trasladar la escena a la gran ciudad, donde la trama transcurre en hospitales y teatros de variedades.
La historia es una continuación del argumento de El Vampiro, cuando el Dr. Marion (Carlos Ancira) con la ayuda del criminal Baraza (Yerye Beirute) roba el ataúd que contiene el cuerpo sin vida del Conde Duval con la intención de descubrir el secreto del vampirismo. El Dr. Marion trabaja en el mismo hospital que Enrique Saldívar (Abel Salazar), que se ha prometido con Marta, que alterna su trabajo de enfermera con el de bailarina de music-hall. El Conde Duval no tarda en regresar a la vida, convirtiendo a Baraza en su esclavo y el Dr. Marion y Enrique Saldívar tratarán de destruirlo.
A pesar de estrenarse casi simultáneamente, tanto El vampiro como El ataúd del vampiro se convirtieron en éxitos de taquilla y obtuvieron buenas críticas tanto en México como en Europa, y tanto el director Fernando Méndez como el actor Germán Robles se convirtieron en figuras de culto. Aunque Salazar quería rodar una tercera parte, Germán Robles se negó, aunque seguiría vinculado al cine de vampiros.

## Expansión del género
Ante la negativa de Germán Robles,  Abel Salazar tuvo que buscar un nuevo actor que interpretara al aristócrata vampiro, eligiendo a Guillermo Murray, que encarnaría al conde Sergio Subotai en El mundo de los vampiros (Alfonso Corona Blake, 1960), que pese a sus detalles macabros dista mucho de las películas de Fernando Méndez y el conde Subotai está muy lejos de la elegancia y sofisticación del conde Duval.
A pesar de haber rechazado el papel, Germán Robles quedó encasillado como aristócrata vampiro, recibiendo numerosas ofertas para interpretar personajes vampíricos. Primero lo haría en El castillo de los monstruos (Julián Soler, 1957), una comedia de terror, que a imitación de las películas de Abbott y Costello en Hollywood, constituye un torpe ejemplo humorístico con los monstruos clásicos de fondo. Constituyó un fracaso comercial que llevó a la productora CISA a la bancarrota.
Germán Robles participaría de nuevo como vampiro en 1959 en un serial de doce episodios de veinticinco minutos producido por Estudios América, que posteriormente sería distribuido en cuatro películas condensadas con los títulos de La maldición de Nostradamus, Nostradamus y el destructor de monstruos, Nostradamus, el genio de las tinieblas y La sangre de Nostradamus. La dirección y el guion estaban a cargo de Federico Curiel, que trasladó a la pantalla su experiencia como artista de cómic. El villano vampírico era un descendiente del histórico Nostradamus, que se enfrentaba al profesor Durán para obligarle a que admitiera la existencia de lo oculto y sobrenatural y reivindicara públicamente la figura de su antepasado homónimo.
En 1961 Chano Urueta rueda por cuenta de ABSA, la productora de Abel Salazar, El barón del terror, una delirante mezcla de género de terror y ciencia ficción, en la que el villano barón Vitelius es condenado a la hoguera pero maldice a sus ejecutores y regresa doscientos años después asumiendo la identidad de un alienígena devorador de cerebros.
Claramente influido por la productora inglesa Hammer, Federico Curiel rodaría en 1966 El Imperio de Drácula, donde el barón Draculstein (Eric del Castillo) fue publicitado no obstante por la imagen del vampiro de Germán Robles.
Tras estas películas, Germán Robles dejaría de lado durante varios años el género de los vampiros, convirtiéndose en una estrella del cine mexicano, aunque todavía realizará alguna ocasional interpretación como Los vampiros de Coyoacán ( Arturo Martínez, 1973), donde los vampiros se enfrentan a luchadores de lucha libre mexicana entre ellos El Mil Máscaras y curiosamente Germán Robles interpreta a un cazador de vampiros. También dentro de este género se encuentran Santo en el tesoro de Drácula y su versión para adultos El vampiro y el sexo, ambas de 1968 y protagonizadas por El Santo.

## El fin de la era gótica mexicana
A partir de la segunda mitad de la década de 1960 el cine fantástico y de terror mexicano comienza a perder buena parte de su encanto y calidad, víctima de la saturación de producciones y el descuido en los rodajes. Aunque las primeras películas eran producciones de bajo presupuesto, las producciones posteriores  son de tal pobreza de recursos que caen en el ridículo y el delirio absolutos.
En estas últimas producciones participan actores caídos en la decadencia de Hollywood como John Carradine, Basil Rathbone o Boris Karloff, que participaron en muchas películas de terror mexicanas. Por otra parte los clásicos del terror mexicano también son traducidos y adaptados en los Estados Unidos por esta época.
Por otra parte a medida que la industria cinematográfica de Hollywood incrementaba progresivamente sus presupuestos iría invadiendo con sus estrenos otros mercados, provocando la crisis cinematográfica en otros países. En medio de la decadencia cinematográfica, los miembros de la industria encontrarían refugio en la televisión.
A lo largo de la década de 1970 los ejemplos más notables del cine de vampiros y en general del cine de terror de México son obras excepcionales al margen de la producción industrial, sumergida en el mundo de los luchadores enmascarados y sus estrambóticas hazañas.

## Recuperación
A partir de la década de 1990 en México, como en el resto del mundo, se ha producido una revalorización del cine fantástico nacional, lo que ha llevado al rodaje de nuevas películas.

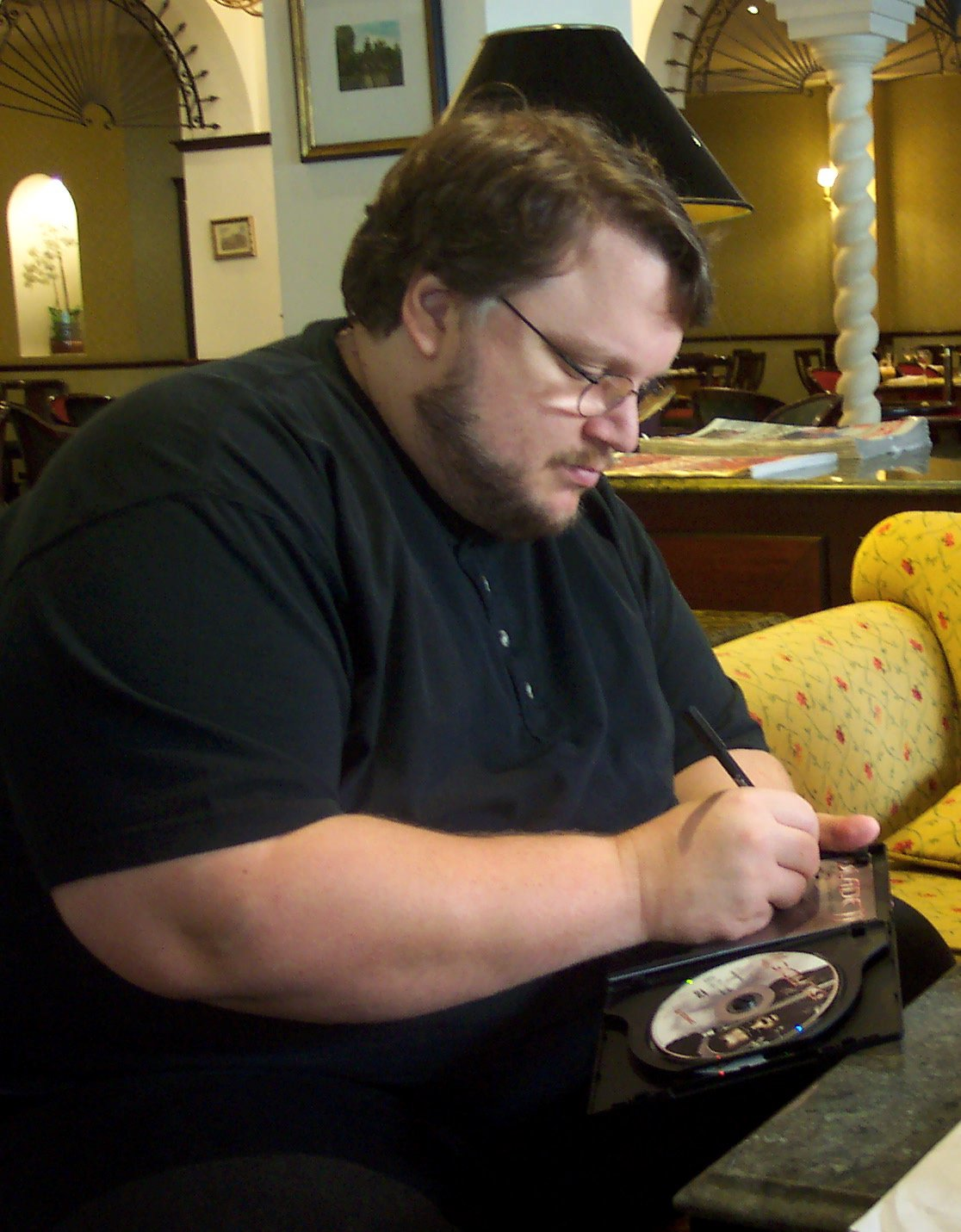
Guillermo del Toro.

Cronos (1993) del director Guillermo del Toro  es un sofisticado giro al vampirismo, en el que la vida eterna aparece asociada a la magia póstuma. La película muestra a Jesús Gris (Federico Luppi), un anticuario que descubre un extraño artefacto dentro de una estatua de madera. Aparentemente el aparato –invención de un famoso alquimista del siglo XIV– es capaz de proporcionar la vida eterna a cambio de que su usuario consiga sangre humana para su supervivencia. La trama se complica cuando un empresario, Dieter de la Guardia, encarga a su sobrino Ángel (Ron Perlman) que le consiga el aparato para lograr la inmortalidad. El desenlace es muy original, consecuente con la resignación que recorre toda la película, y la calidad de la misma le permitió a del Toro abrirse camino en la industria de Hollywood.
From Dusk Till Dawn (1996) (Abierto hasta el amanecer) de Robert Rodriguez, es una curiosa y sorprendente película, que en principio aparenta ser una historia policial, con los ingredientes típicos de las road movies, en la que los hermanos Gecko –Seth (George Clooney) y Richie (Quentin Tarantino)-, escapan de la ley, roban un banco y raptan a una rehén hasta llegar a una licorería en medio de la nada, en la que desatan una verdadera masacre. Una vez llegan a México tras secuestrar a un predicador y sus dos hijos se dirigen a reunirse con los mafiosos que les brindarán protección en ese país, en un extraño bar camioneros y motoristas que ofrece bebidas, prostitutas, parroquianos muy particulares y números exóticos en vivo (con Salma Hayek incluida). A partir de allí se desencadena el infierno, porque todos los empleados de la taberna son, en realidad, vampiros, que deciden alimentarse de sus clientes. En esta parte de la película la acción no decae ni por un instante, y echa mano y retuerce todos los paradigmas habituales del mito vampírico, desde las estacas de madera al agua bendita. La película dio lugar a una secuela y una precuela de inferior calidad.
Varias películas más discretas como Las Lloronas (Lorena Villarreal, 2004) y La Llorona (Andrés Navia, 2006) revisitan los mitos tradicionales mexicanos y constituyen un repaso a los orígenes del género.
Actualmente puede decirse que el género de terror mexicano ha superado la crisis del período 1970-1990, gracias sobre todo a la proliferación de festivales, ciclos temáticos y publicaciones que ayudan a comprender las películas clásicas.